# Фатер, Иоганн Северин
Иоганн Северин Фа́тер (нем. Johann Severin Vater; 27 мая 1771, Альтенбург, Тюрингия — 16 марта 1826, Галле) — немецкий лингвист и теолог.

## Биография
Родился в семье адвоката Фридриха Северина Христиана Фатера (нем. Friedrich Severin Christian Vater) в Альтенбурге. В 1790—1794 годах посещал там гимназию. Затем изучал евангельскую теологию в Йенском и Галльском университете. 2 мая 1794 года получил в Галле учёную степень доктора философии. В 1796 году стал приват-доцентом в Йене, а в 1799 году профессором теологии и восточных языков (нем. Professor für Theologie und morgenländische Sprache) в Галле; с 1800 года профессор в Йенском университете и с 1809 года профессор в Альбертине. В 1810 году стал членом Академии общеполезных наук в Эрфурте (нем. Akademie gemeinnütziger Wissenschaften zu Erfurt). В 1820 году снова стал профессором в Халле. В Галле 16 марта 1826 года он и умер.
Прежде всего Фатер ценится как специалист в области изучения славянских языков. Он является автором руководств к грамматикам польского (1807) и русского (1808) и языков. В 1823—1824 годах он принимал в своём доме в Галле основоположника литературного сербскохорватского языка Вука Стефановича Караджича.
Основываясь на идеях Фатера, профессор Московского университета Алексей Васильевич Болдырев напечатал несколько исследований по части русской грамматики в «Трудах Общества любителей русской словесности».
Фатер был женат на Юлии Хайнигке (нем. Julie Heinigke), дочери альтенбургского врача. Их сын Фридрих Фатер в дальнейшем также стал философом.

## Избранные труды
- Die Sprache der alten Preussen. — Wiesbaden, 1966.
- Litteratur der Grammatiken, Lexika und Wörtersammlungen aller Sprachen der Erde. — Berlin, 1815.
- Mithridates, oder allgemeine Sprachenkunde. Bd. II—IV. — Berlin, 1809—1817.
- Praktische Grammatik der russischen Sprache in Tabellen und Regeln nebst Uebungsstücken zur grammatischen Analyse. — Leipzig, 1809.